# Microdon bellus
Microdon bellus är en tvåvingeart som beskrevs av Enrico Adelelmo Brunetti 1923. Microdon bellus ingår i släktet myrblomflugor, och familjen blomflugor. Inga underarter finns listade i Catalogue of Life.